# Anel de Kayser-Fleischer
Anéis de Kayser-Fleischer são anéis escuros (marrons ou verdes) que aparecem na circunferência da íris do olho humano. São um sinal da doença de Wilson. O tom escuro é dado pelo acúmulo de cobre tissular, causa e característica da doença.